# Mongolischer Pfeifhase
Der Mongolische Pfeifhase (Ochotona pallasi) ist eine Säugetierart aus der Familie der Pfeifhasen (Ochotonidae) innerhalb der Hasenartigen (Lagomorpha). Ihr Verbreitungsgebiet befindet sich im Bereich der Gobi und des Altai in Asien.

## Merkmale
Der Mongolische Pfeifhase ist ein mittelgroßer Pfeifhase mit einer Körperlänge von 16 bis 22 Zentimetern bei einem Gewicht von 174 bis 254 Gramm. Er hat im Sommer ein sandgelbes bis -braunes Fell mit braunen bis rotbraunen Flecken an den Nackenseiten hinter den Ohren. Die Bauchseite ist mattgrau bis gelblich gefärbt. Die Fußballen sind nackt und schwarz, sie unterscheiden sich damit deutlich von denen des sympatrisch vorkommenden Daurischen Pfeifhasen (O. dauurica) mit stark behaarten Füßen. Im Winter ist die Rückenfärbung hellgrau oder gelblich grau, die Bauchseite grauweiß. Die Ohren erreichen eine Länge von 18 bis 23 Millimeter, die Hinterfüße sind 27 bis 36 Millimeter lang.
Der Schädel ist leicht gebogen. Die Schneidezahn- und Gaumenfenster sind bei dieser Art vollständig voneinander getrennt. Der Augenabstand ist schmal, die Paukenblase ist groß ausgebildet. Das Genom besteht aus 2n = 38 Chromosomen.

## Verbreitung

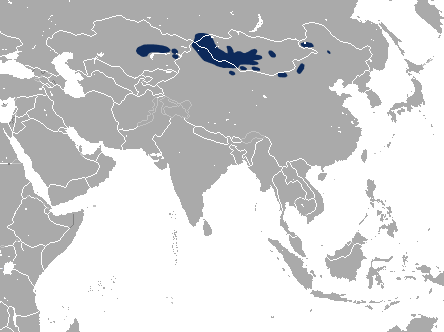
Verbreitungsgebiet des Mongolischen Pfeifhasen

Der Mongolische Pfeifhase lebt im Bereich der Gobi und des Altai in Asien. Das Verbreitungsgebiet umfasst Teile der autonomen Republiken Altai und Tuwa in Russland, Kasachstan, der Mongolei sowie der Provinzen Nei Mongol und Xinjiang in der Volksrepublik China. In der Mongolei kam die Art historisch im Gebirgszug Tsagaan Bogd Uul im mongolischen Altai vor, wo sie jedoch seit längerer Zeit nicht mehr gesichtet wurde. Es wird vermutet, dass sie hier nur noch isoliert auf einzelnen Bergen des Atas Bogd Uul vorkommt.
Die Höhenverbreitung der Tiere liegt normalerweise zwischen 1000 und 3200  Metern.

## Lebensweise
Der Lebensraum des Mongolischen Pfeifhasen ist durch Wüstensteppen oder Bergwiesen geprägt. Die Wahl der Lebensräume unterscheidet sich bei den unterschiedlichen Unterarten; O. p. pallasi bevorzugt steinige Untergründe, O. p. pricei kommt vor allem in trockenen Steppengebieten vor und O. p. sunidica lebt zwischen Felsspalten. Dabei leben die Tiere abhängig vom Lebensraum in Steinhaufen und Felsspalten oder, bei O. p. pricei, in selbst gegrabenen Bauten mit mehreren Eingängen. Sie ernähren sich generalistisch von Pflanzenteilen und bilden wie andere Arten große Heuhaufen, die Höhen von 80 bis 100 Zentimeter erreichen können. Die ausgewachsenen Männchen und Weibchen bilden dabei auch innerhalb der einzelnen Reviere eigene Heuhaufen und haben mit Ausnahme der Verpaarungen kaum Kontakt miteinander. O. p. pricei sammelt vor dem Beginn des Winters Steine, mit denen er die Eingänge zu seinem Bau verschließt.
Die Fortpflanzungszeit reicht vom April bis zum August. Die Tiere sind polygyn, die Männchen verpaaren sich entsprechend mit mehreren Weibchen. Zudem zeigen sie ein aggressives territoriales Verhalten gegenüber benachbarten Männchen. In dieser Zeit bringen die Weibchen mehrere Würfe mit 1 bis 12 Jungtieren zur Welt. Die Tragzeit beträgt 25 Tage und die Jungtiere der frühen Würfe des Jahres können bereits in ihrem ersten Lebensjahr ebenfalls Junge bekommen. Die Lebensdauer der Tiere kann bis zu vier Jahre betragen.
Die Kommunikation zwischen den Tieren variiert unter den verschiedenen Unterarten. Während O. p. pricei keine langen und für die meisten Pfeifhasen typischen Pfiffe ausstößt, kommen diese bei den anderen Unterarten vor.

## Systematik
Der Mongolische Pfeifhase wurde als eigenständige Art der Pfeifhasengattung Ochotona und hier der Untergattung Pika zugeordnet. Insgesamt werden vier Unterarten unterschieden, die Nominatform O. p. pallasi, O. p. hamica, O. p. sunidica und O. p. pricei. In russischer Literatur ist es üblich, dass diese Art als O. pricei geführt wird und auf der Basis von Unterschieden in der Fortpflanzung, in der Lebensraumwahl und des Verhaltens wäre es möglich, dass es sich um getrennte Arten handelt.
Auf der Basis molekularer Daten wurde angenommen, dass der Silber-Pfeifhase (Ochotona argentata) als Unterart von Ochotona pallasi angesehen werden müsste, der genetische Abstand wird dafür jedoch als zu groß eingestuft und der Karyotyp (2n = 38) der beiden Arten unterscheidet sich. O. argentata wird stattdessen der alpina-hyperborea-Gruppe zugeordnet, als deren Schwesterart Ochotona pallasi gilt. 2016 wurde der Monglosche Pfeifhase mit seinen Populationen als paraphyletisch gegenüber Ochotona argentata identifiziert und der Kasachstan-Pfeifhase (Ochotona opaca) aufgrund kraniometrischer und molekularbiologischer Daten der mitochondrialen DNA als eigenständige Art etabliert sowie in eine Verwandtschaftsgruppe mit dem Mongolischen Pfeifhasen und dem Silber-Pfeifhasen gestellt.
Der Artzusatz im wissenschaftlichen Namen ehrt den deutschrussischen Naturforscher Peter Simon Pallas.

## Gefährdung und Schutz
Die Art wird von der International Union for Conservation of Nature and Natural Resources (IUCN) aufgrund ihres großen Verbreitungsgebietes als nicht gefährdet (least concern) eingestuft. Genaue Daten zu den Bestandsgrößen liegen nicht vor, für die Unterarten O. p. pricei und O. p. hamica wurde jedoch ein Rückgang verzeichnet bzw. angenommen. Entsprechend sollte geprüft werden, ob für die Unterarten und hier vor allem für O. p. hamica und O. p. sunidica eine Gefährdung aufgrund der Isolation der einzelnen Bestände voneinander vorliegt.
Vor allem in der südlichen Mongolei im Süden der Gobi wird die Art im Rahmen der Schädlingskontrolle mit Pestiziden bekämpft. Es wird angenommen, dass sie gemeinsam mit dem Sibirischen Murmeltier (Marmota sibirica) Überträger einer lokalen Form der Pest ist, die als „marmot plague“ bezeichnet wird.

## Belege
1. 1 2 3 4 5 6 7 8 9 10 11 12 13  Pallas's pika. In: Andrew T. Smith, Yan Xie: A Guide to the Mammals of China. Princeton University Press, 2008; S. 285. ISBN 978-0-691-09984-2.
2. 1 2  Joseph A. Chapman, John E. C. Flux (Hrsg.): Rabbits, Hares and Pikas. Status Survey and Conservation Action Plan. (PDF; 11,3 MB) International Union for Conservation of Nature and Natural Resources (IUCN), Gland 1990; S. 41–43. ISBN 2-8317-0019-1.
3. 1 2 3 4 5 6 7 8 9 10  Ochotona pallasi in der Roten Liste gefährdeter Arten der IUCN 2012.2. Eingestellt von: Andrew T. Smith, C. H. Johnston, 2008. Abgerufen am 2. Januar 2012.
4. 1 2 3 4  Don E. Wilson & DeeAnn M. Reeder (Hrsg.): Ochotona pallasi in Mammal Species of the World. A Taxonomic and Geographic Reference (3rd ed).
5. ↑  Andrey A. Lissovsky, Svetlana P. Yatsentyuk, Deyan Ge: Phylogeny and taxonomic reassessment of pikas Ochotona pallasii and O. argentata (Mammalia, Lagomorpha). Zoologica Scripta 45 (6), November 2016; S. 583–594. doi:10.1111/zsc.12180
6. ↑  A.A. Lissovsky: Kazakh Pika – Ochotona opaca. In: Don E. Wilson, T.E. Lacher, Jr., Russell A. Mittermeier (Herausgeber): Handbook of the Mammals of the World: Lagomorphs and Rodents 1. (HMW, Band 6), Lynx Edicions, Barcelona 2016; S. 55. ISBN 978-84-941892-3-4.
7. ↑  Beolens, Watkins & Grayson: The Eponym Dictionary of Mammals. JHU Press, 2009, S. 305 (Pallas).